# Phân cấp tài nguyên khoáng sản
Phân cấp tài nguyên khoáng sản là việc phân chia một cách có hệ thống các quặng và mỏ khoáng sản khác có giá trị kinh tế. Quy trình hướng dẫn cách phân loại này dựa theo các quy định của chính phủ và quy hoạch về quản lý các nguồn tài nguyên của mỗi quốc gia.

## Tài nguyên khoáng sản
Là sự tập trung hoặc tích tụ tự nhiên của các khoáng chất ở thể rắn, lỏng, khí ở trên, trong vỏ trái đất. Chúng có đặc điểm hình thái, chất lượng đáp ứng yêu cầu tối thiểu cho phép khai thác, sử dụng một loại trong tích tụ đó. Có khả năng đem lại lợi ích kinh tế ở thời điểm hiện tại hoặc tương lai. Chúng được nhận định là có giá trị kinh tế và có đặc trưng địa chất xác định.

## Trữ lượng khoáng sản
Là một phần của tài nguyên khoáng mà các tiêu chuẩn tối thiểu về hóa lý liên quan đến hoạt động khai thác, chế biến bao gồm phẩm chất, chất lượng, kích thước, độ sâu chôn vùi đã được tính toán, điều tra xác định là có giá trị kinh tế để khai thác sản xuất có lãi và đảm bảo tính hợp pháp tại thời điểm đánh giá.

## Phân loại tài nguyên, trữ lượng
Thực ra hiện nay trên thê giới vẫn chưa có sự thống nhất bảng phân loại trữ lượng - tài nguyên.
Dưới đây là 3 hệ thống phân loại mà được nhiều nước sử dụng nhất.
Hệ thống phân chia cấp trữ lượng - tài nguyên của Mỹ và một số nước phương tây
Cơ sở của hệ thống phân chia này là mức độ tin cậy về điều tra địa chất và tính khả thi về kinh tế. Năm 1988 Mỹ đưa ra bản hướng dẫn về phân chia trữ lượng - tài nguyên như sau:
- Tài nguyên khoáng được chia làm 3 cấp:

1. Tài nguyên cấp chắc chắn,
2. Cấp tương đối chắc chắn
3. Cấp dự tính

- Trữ lượng được chia làm 2 cấp: cấp chắc chắn và tương đối chắc chắn

1. Cấp chắc chắn đảm bảo mức độ tin cậy là 90%, tức là sai số tính toán < 10%
2. Cấp tương đối chắc chắn đảm bảo mức độ tin cậy là 50%, tức là sai số tính toán < 50%

Giữa cấp chắc chắn, tương đối chắc chắn của tài nguyên và trữ lượng có thể chuyển đổi với nhau, yếu tố ảnh hưởng đến sự chuyển đổi đó là kinh tế, kỹ thuật, môi trường...
Hệ thống phân chia của Liên Xô và một số nước theo Liên Xô
Cơ sở của việc phân chia này chủ yếu là mức độ tin cậy về điều tra địa chất.
Trên cơ sở đó trữ lượng được chia thành 4 cấp: A, B, C1, c2. Tài nguyên được chia thành 3 cấp P1, P2, P.

### Quy định phân cấp hiện hành của Việt Nam[1]
Hiện nay Việt Nam sử dụng hệ thống phân cấp trên cơ sở phối hợp của 3 nhóm thông tin:
Tiêu chí đầu tiên là mức độ hiệu quả kinh tế: số 1 - có hiệu quả kinh tế; số 2 - có tiềm năng hiệu quả kinh tế và số 3 - chưa rõ hiệu quả kinh tế.
Tiêu chí thứ hai là mức độ nghiên cứu khả thi: số 1 - nghiên cứu khả thi; số 2 - nghiên cứu tiền khả thi; số 3 - nghiên cứu khái quát.
Tiêu chí thứ 3 là mức độ nghiên cứu địa chất: số 1 - chắc chắn; số 2 - tin cậy; số 3 - dự tính; số 4 - dự báo. Đối với mức dự báo phân thành 2 phụ mức: suy đoán (ký hiệu là a) và phỏng đoán (ký hiệu là b).
Dựa vào sự phối hợp trên phân chia tài nguyên khoáng sản như sau:
1-Nhóm tài nguyên dự báo gồm cấp 334a và 334b
2-Nhóm tài nguyên xác định gồm các cấp còn lại, cụ thể:
2a- Cấp trữ lượng trong nhóm tài nguyên xác định gồm 111, 121 và 122
2b- Cấp tài nguyên trong nhóm tài nguyên xác định gồm các cấp còn lại.